# 吉田有里 (経済学者)
吉田 有里（よしだ ゆり、1972年 - ）は、日本の経済学者。甲南女子大学人間科学部生活環境学科准教授。専門分野は公共経済学。学位は博士（国際公共政策）（大阪大学・2000年）。

## 来歴
三重県生まれ。1995年名古屋市立大学経済学部経済学研究科卒業、1997年名古屋市立大学大学院経済学研究科博士前期課程修了、2000年大阪大学大学院国際公共政策研究科博士後期課程修了。博士（国際公共政策）の学位を取得した。甲南女子大学人間科学部人間環境学科講師を経て、現職。研究テーマは財政赤字、社会保障。

## 著書
- 赤井伸郎、鷲見英司共著『バランスシートで見る日本の財政』日本評論社、2001年